# Kartvelske sprog
Den kartvelske sprogfamilie (også kendt som den sydkaukasiske sprogfamilie) består af fire sprog, der især tales i Georgien, men også af mindre grupper i Tyrkiet, Iran, Aserbajdsjan, Grækenland, Rusland, Ukraine og andre lande. De fire sprog er:
- Georgisk: Det officielle sprog i Georgien, med over syv millioner modersmålstalende. Heraf bor de fire millioner i Georgien og omkring 100.000 i Tyrkiet og Rusland.
- Zansk:
  - Mingrelsk eller megrelsk med omkring 300.000 modersmålstalende, især i den vestlige del af Georgien.
  - Lazisk eller tjansk med omkring 120.000 modersmålstalende, hvoraf mindst 90.000 bor i det nordøstlige Tyrkiet og omkring 30.000 i Georgien.
- Svansk med omkring 40.000 modersmålstalende i Georgiens nordvestlige bjergområder.

Georgisk er det eneste etablerede skriftsprog i familien. Normalt skrives det med alfabetet mkhedruli, men religiøse skrifter skrives stadigvæk nogle gange med khutsuri.
De fire sprog er klart beslægtede, men ikke indbyrdes forståelige. Mingrelsk og lasisk er de to af sprogene, der står nærmest hinanden, og sammen med georgisk danner de en undergruppe over for svansk.
Mange sprogforskere har forsøgt at forbinde de kartvelske sprog med andre sprogfamilier, især med baskisk eller med nordvestkaukasisk og nordøstkaukasisk, men det er endnu ikke lykkedes nogen.